# Antwaine Wiggins
Antwaine Jermaine Wiggins (Kinston, Carolina del Norte; 23 de diciembre de 1988) es un baloncestista estadounidense que actualmente integra el plantel del equipo iraquí Al Naft. Con 2,01 metros de estatura, juega en la posición de alero. 

## Trayectoria deportiva

### Universidad
Jugó cuatro temporadas con los Cougars del College of Charleston, en la que promedió 9,6 puntos, 5,2 rebotes y 1,7 asistencias por partido, En su última temporada fue incluido en el mejor quinteto de la Southern Conference por los entrenadores y en el segundo por la prensa especializada.

### Profesional
Tras no ser elegido en el Draft de la NBA de 2012, fichó por el Palmeiras de la liga brasileña, donde jugó dos temporadas, promediando 13,0 puntos y 5,5 rebotes en la primera, y 7,6 y 4,0 en la segunda.
En agosto de 2015 fichó por Platense del Torneo Nacional de Ascenso argentino. Al año siguiente, el 30 de octubre fue elegido por los Raptors 905 en el puesto 43 de la segunda ronda del Draft de la NBA D-League.
Wiggins se unió al Al Naft de Iraq en 2022. Al culminar la temporada, acordó su incorporación al Al Ittihad Ahli de Siria, pero el traspaso se frustró y regresó al club iraquí.

#### Estadísticas
| Año     | Equipo                 | PJ  | MPP  | %TC  | %3P  | %TL  | RPP | APP | ROB | TPP | PPP  |
| ------- | ---------------------- | --- | ---- | ---- | ---- | ---- | --- | --- | --- | --- | ---- |
| 2012–13 | Palmeiras              | 29  | 27.8 | .502 | .210 | .540 | 5.5 | 1.4 | 1.5 | 0.3 | 13.0 |
| 2013–14 | Palmeiras              | 36  | 18.0 | .576 | .042 | .479 | 4.0 | 1.1 | 0.7 | 0.5 | 7.6  |
| 2015–16 | Club Atlético Platense | 47  | 33.9 | .572 | .192 | .598 | 8.1 | 1.1 | 1.0 | 1.4 | 17.9 |
| 2016–17 | Raptors 905            | 35  | 17.7 | .563 | .357 | .545 | 3.1 | 0.7 | 0.7 | 0.4 | 8.2  |
| Total   | Total                  | 147 | 28.9 | .553 | .200 | .540 | 5.3 | 1.0 | 1.0 | 0.7 | 12.1 |

## Vida personal
Es sobrino de Mitchell Wiggins y primo de Andrew Wiggins y Nick Wiggins, todos también baloncestistas profesionales.